# 布阿机场
布阿机场（印尼语：Bandar Udara Bua）也叫拉嘎里戈机场（印尼语：Bandar Udara Lagaligo），IATA代码：；ICAO代码：，是印度尼西亚南苏拉威西省帕洛波的一座机场，位于邻近的鲁乌县布阿区（Kecamatan Bua），距离帕洛波10公里。

## 设施
机场海拔4（13英尺），有一条17/35方向1,400 m x 30 m沥青铺装的跑道。
机场面积约100公顷，为了容纳更大型的飞机，机场在2015年进行了升级改造，预算拨款250亿印尼盾，政府修整了包括跑道在内的一些设施。此外机场配有长191米宽18米的滑行道和长80米宽60米的停机坪。跑道也装上了跑道灯，使得飞机可以在夜间着陆。机场周围也装上了围栏，防止动物进入机场地面。
布阿机场有一座航站楼，航站楼中有出发候机厅、到达候机厅、行李提取区和VIP贵宾室，还有五星酒店级别的卫生间。除此之外，布阿机场还拥有一个动力室，内配三台发电机，停电时也可自主供电保证机场运转。机场也有事故救援和消防楼以应对突发情况。

## 航空公司和目的地
| 航空公司         | 目的地                   |
| ---------------- | ------------------------ |
| 航星航空         | 瓦坦波尼、望加锡、马桑巴 |
| 苏西航空         | 肯达里、科拉卡、望加锡   |
| 飛翼航空         | 望加锡                   |
| 大沙璜马老奇包机 | 肯达里                   |

## 资料来源
1. ↑  . Indonesian DGCA. 12 June 2016  [2018-10-19]. （原始内容存档于2017-05-22）.
2. ↑  .   [2017-06-16]. （原始内容存档于2019-08-02）.
3. ↑  .   [2017-06-16]. （原始内容存档于2018-12-04）.
4. ↑  .   [2017-06-16]. （原始内容存档于2018-08-05）.